# Velika nagrada Kitajske 2006
Velika nagrada Kitajske 2006 je bila šestnajsta dirka Svetovnega prvenstva Formule 1 v sezoni 2006. Odvijala se je 1. oktobra 2006. Zmagal je Michael Schumacher s Ferrarijem, kar je bila njegova 91. in zadnja zmaga v karieri.

## Poročilo

### Pred dirko
Pri Renaultu so bili zelo samozavestni glede svojih možnosti na dirki, ker naj bi Michael Schumacher po njihovem mnenju v zadnjih dveh sezonah na tem dirkališču slabo dirkal. Schumacher je priznal, da je bil na Kitajskem v slabi formi, toda tudi da bo tokrat bolje.
Po dveh zaporednih zmagah na Veliki nagradi Turčije in domači Veliki nagradi Italije je prišel Ferrari na to dirko dobro razpoložen, tudi ker so v konstruktorskem prvenstvu vodili pred Renaultom za tri točke, Michael Schumacher pa je za Alonsom zaostajal le za dve točki v dirkaškem prvenstvu.
Po zmagi Lewisa Hamiltona na dirki serije GP2 v Monzi in dobrem testiranju z McLarnom so se pojavile govorice, da bi lahko mladi Britanec že debitiral v Formuli 1. Nadomestil naj bi Pedra de la Roso, ki je vozil solidno, odkar je zamenjal Juana Pabla Montoyo. Toda McLaren se je odločil, da bo na Kitajskem vozil De la Rosa. Drugi McLarnov dirkač, Kimi Räikkönen, je po dobri predhodni dirki ciljal na zmago.
Williams je oznanil, da bodo uporabljali nekoliko spremenjen dirkalnik tipa FW28, Williams-Cosworth FW28A, ki vsebuje nov aerodinamični paket, ki sta ga razvila Alexander Wurz in Narain Karthikeyan. Testna ekipa je tudi prvič preizkusila Williams FW28B s Toyotinim motorjem, s katerim so prevozili 745 kilometrov z le manjšimi težavami.
Po odlični predstavi na treningu v Turčiji in Italiji je 19-letni tretji dirkač moštva BMW Sauber, Sebastian Vettel, podpisal pogodbo z nemškim moštvom do konca leta. Mladi nemški dirkač je imel zelo natrpan urnik, saj je ob tem tekmoval tudi v seriji Formula 3 Euroseries.
Red Bull je oznanil, da bo Christiana Kliena na zadnjih treh dirkah nadomestil Robert Doornbos, njegovo mesto tretjega dirkača pa je dobil Michael Ammermüller, dirkač serije GP2.
Toro Rosso je oznanil, da bo Alex Hitzinger zamenjal Gabriela Tredozija na mestu tehničnega direktorja. Hitzinger bo pričel z delom novembra 2006.
Spyker Midland F1 je oznanil, kdo bo njihov prvi dirkač v sezoni 2007 - to bo Nizozemec Christijan Albers.
Takuma Sato, dirkač Super Aguria ni najbolje začel dirkaškega konca tedna, saj je bil zaradi menjave Hondinega motorja kaznovan s pribitkom desetih mest na kvalifikacijah. Sato bi moral še vedno uporabljal motor Honda V8, ki ga je uporabljal že v Italiji, toda šele sedaj so odkrili napako, ki so jo mehaniki Super Agurija spregledali, in motor zamenjali pred prvim petkovim treningom.

### Petkov trening
Alexander Wurz je bil z Williams-Cosworthom v prvem delu najhitrejši, 0.004 sekunde pred tretjim dirkačem BMW Sauberja, Sebastienom Vettlom, in Jensonom Buttnom. Michael Schumacher, Neel Jani in Alexandre Prémat so zaključevali prvo šesterico, vsi v 0.07 sekundah. Schumacherjem nasprotnik v boju za naslov, Fernando Alonso, sploh ni postavil časa, tako kot tudi njegov moštveni kolega, Giancarlo Fisichella.
Wurtz in Vettel sta bila najhitrjša tudi v drugem delu treninga, Wurz s časom 1:35.539, 0.03 sekunde hitreje kot v prvem delu in 0.05 sekunde pred Vettlom, tretji pa je bil tokrat tretji dirkač Honde, Anthony Davidson. Avstrijec je bil s tem časom zelo zadovoljen, saj je bil prvič na  tem dirkališču. Michael Schumacher in Fernando Alonso sta bila peti in šesti z razmakom le desetinke sekunde. Felipe Massa pa je zaradi menjave motorja izgubil deset mest.

### Kvalifikacije
Kvalifikacije so potekale v močnem dežju, kar se je izkazalo za ogromno prednost za dirkače s pnevmatikami Michelin, saj so lahko dosegali tudi po sekundo in več boljše čase od dirkačev s pnevmatikami tipa Bridgestone. 
Michael Schumacher se je za las uvrstil v drug del kvalifikacij, toda s kar 3 sekunde slabšim časom od tekmeca za naslov prvaka, Fernanda Alonsa, tako da je za Nemca položaj že izgledal brezizhoden. V drugem delu je kazalo, da nima prav nobenih možnosti za uvrstitev v zadnji del kvalifikacij, toda v svojem zadnjem poskusu je še enkrat dokazal svoje sposobnosti v vožnji po dežju in se kot edini dirkač Brigdestona uvrstil v zadnji del (drugi najboljši je bil Mark Webber šele na 14. mestu). V zadnjem delu kvalifikacij je pričakovano prvo vrsto zasedel Renault, Alonso pred Fisichello, drugo vrsto pa je zasedla Honda, Barrichello pred Buttnom. Na pesto mesto se je uvrstil Räikkönen, na šesto pa Michael Schumacher, ki je kljub polni posodi za gorivo postavil le za desetinko slabši čas, kot v drugem delu kvalifikacij. Deseterico so zaključili de la Rosa, Heidfeld, Kubica in novinec Doornbos.

### Dirka
Pred dirko je dež sicer ponehal, toda steza je bila še vedno zelo mokra in se je le počasi sušila.
Na štartu ni bilo večjih presenečenj, Alonso je povedel pred Fisichello, Schumacher pa kljub Bridgestonovim pnevmatikam ni izgubljal mest. Räikkönen je štartal odlični, se prebil na tretjem mesto in že ogrožal Fisichello, toda že v 18. krogu je moral parkirati svoj okvarjen McLaren. Alonso si je hitro nabiral prednost, tudi po sekundo na krog pred konkurenti. Toda pri prvi menjavi pnevmatik je naredil napako in zamenjal prvi pnevmatiki, med tem ko so ostali dirkači le dolili gorivo. Na že delo posušeni stezi je Alonso zaradi večjega profila na sprednjih pnevmatikah začel izgubljati tudi po več sekund na krog in kmalu sta ga Fisichella, ki je nekaj časa vozil vzporedno z Alonsom, kot da si ga ne bi upal prehiteti, in Schumacher prehitela. Po približno osmih krogih je tudi Alonso lahko začel postavljati konkurenčne čase, toda imel je že velik zaostanek. Schumacher, ki je bil tik za Fisichello, je prvi zapeljal na drugi postanek in namestil gume za suho stezo. Krog kasneje je na postanek zapeljal še Fisichella in se vrnil na stezo pred Schumacherja, toda v spolzek prvi ovinek je pripeljal prehitro in nekoliko ga je odneslo izven idealne linije. To je izkoristil Schumacher, in Rimljana na pol po travi prehitel. Fisichella je začel izgubljati proti Schumacherju in Italijan je kmalu moral drugo mesto prepustiti Alonsu, ki je v zadnjem delu zmanjševal razliko do Nemca, toda kljub rahlem dežju v zadnjih nekaj krogih, se mu več kot približati ni uspel. Schumacher je v zadnjih krogih le še nadzoroval svojo prednost in z lahkoto zmagal pred Alonsom, Fisichella pa je osvojil tretje mesto. Za njimi so se do osmega mesta zvrstili še Button, de La Rosa, Barrichello, Heidfeld in Webber.

### Po dirki
Schumacher in Alonso sta se po točkah izenačila, toda v vodstvo je prvič v dveh sezonah prišel Nemec zaradi zmage več, bil pa je tudi v psihološki prednosti pred Špancem, ki je iz rok izpustil že skoraj gotovo zmago.

## Rezultati

### Kvalifikacije
| Poz | Dirkač               | Konstruktor         | 3. del   | 2. del   | 1. del   |
| --- | -------------------- | ------------------- | -------- | -------- | -------- |
| 1   | Fernando Alonso      | Renault             | 1:44,360 | 1:43,951 | 1:44,128 |
| 2   | Giancarlo Fisichella | Renault             | 1:44,992 | 1:44,336 | 1:44,378 |
| 3   | Rubens Barrichello   | Honda               | 1:45,503 | 1:45,228 | 1:47,072 |
| 4   | Jenson Button        | Honda               | 1:45,503 | 1:44,662 | 1:45,809 |
| 5   | Kimi Räikkönen       | McLaren-Mercedes    | 1:45,754 | 1:45,622 | 1:44,909 |
| 6   | Michael Schumacher   | Ferrari             | 1:45,775 | 1:45,660 | 1:47,366 |
| 7   | Pedro de la Rosa     | McLaren-Mercedes    | 1:45,877 | 1:45,095 | 1:44,808 |
| 8   | Nick Heidfeld        | BMW Sauber          | 1:46,053 | 1:45,055 | 1:46,249 |
| 9   | Robert Kubica        | BMW Sauber          | 1:46,632 | 1:45,576 | 1:46,049 |
| 10  | Robert Doornbos      | Red Bull-Ferrari    | 1:48,021 | 1:45,747 | 1:46,387 |
| 11  | Scott Speed          | Toro Rosso-Cosworth |          | 1:45,851 | 1:46,222 |
| 12  | David Coulthard      | Red Bull-Ferrari    |          | 1:45,968 | 1:45,931 |
| 13  | Vitantonio Liuzzi    | Toro Rosso-Cosworth |          | 1:46,172 | 1:45,564 |
| 14  | Mark Webber          | Williams-Cosworth   |          | 1:46,413 | 1:48,560 |
| 15  | Nico Rosberg         | Williams-Cosworth   |          | 1:47,419 | 1:47,535 |
| 16  | Ralf Schumacher      | Toyota              |          |          | 1:48,894 |
| 17  | Jarno Trulli         | Toyota              |          |          | 1:49,098 |
| 18  | Tiago Monteiro       | Spyker MF1-Toyota   |          |          | 1:49,903 |
| 19  | Sakon Jamamoto       | Super Aguri-Honda   |          |          | 1:55,560 |
| 20  | Felipe Massa*        | Ferrari             |          | 1:45,970 | 1:47,231 |
| 21  | Takuma Sato*         | Super Aguri-Honda   |          |          | 1:50,326 |
| 22  | Christijan Albers*   | Spyker MF1-Toyota   |          |          | 1:49,542 |

Opombi
- *: Felipe Massa in Takuma Sato sta dobila pribitek desetih mest zaradi menjave motorja in tako sta štartala z 20. in 21. štartnega mesta.
- Christijan Albers je bil kaznovan s strani komisarjev, ker se ni udeležil tehtanja, tako da je štartal z 22. štartnega mesta.

### Dirka
| Poz  | Št | Dirkač               | Konstruktor         | Krogi | Čas/Odstop    | Št. m. | Toč |
| ---- | -- | -------------------- | ------------------- | ----- | ------------- | ------ | --- |
| 1    | 5  | Michael Schumacher   | Ferrari             | 56    | 1:37:32,747   | 6      | 10  |
| 2    | 1  | Fernando Alonso      | Renault             | 56    | + 3,121 s     | 1      | 8   |
| 3    | 2  | Giancarlo Fisichella | Renault             | 56    | + 44,197 s    | 2      | 6   |
| 4    | 12 | Jenson Button        | Honda               | 56    | + 1:12,056    | 4      | 5   |
| 5    | 4  | Pedro de la Rosa     | McLaren-Mercedes    | 56    | + 1:17,137    | 7      | 4   |
| 6    | 11 | Rubens Barrichello   | Honda               | 56    | + 1:19,131    | 3      | 3   |
| 7    | 16 | Nick Heidfeld        | BMW Sauber          | 56    | + 1:31,979    | 8      | 2   |
| 8    | 9  | Mark Webber          | Williams-Cosworth   | 56    | + 1:43,588    | 14     | 1   |
| 9    | 14 | David Coulthard      | Red Bull-Ferrari    | 56    | + 1:43,796    | 12     |     |
| 10   | 20 | Vitantonio Liuzzi    | Toro Rosso-Cosworth | 55    | +1 krog       | 13     |     |
| 11   | 10 | Nico Rosberg         | Williams-Cosworth   | 55    | +1 krog       | 15     |     |
| 12   | 15 | Robert Doornbos      | Red Bull-Ferrari    | 55    | +1 krog       | 10     |     |
| 13   | 17 | Robert Kubica        | BMW Sauber          | 55    | +1 krog       | 9      |     |
| 14   | 21 | Scott Speed          | Toro Rosso-Cosworth | 55    | +1 krog       | 11     |     |
| 15†  | 19 | Christijan Albers    | Spyker MF1-Toyota   | 53    | +3 krogi      | 22     |     |
| 16   | 23 | Sakon Jamamoto       | Super Aguri-Honda   | 52    | +4 krogi      | 19     |     |
| Ods  | 7  | Ralf Schumacher      | Toyota              | 49    | Pritisk olja  | 16     |     |
| Ods  | 6  | Felipe Massa         | Ferrari             | 44    | Trčenje       | 20     |     |
| Ods  | 8  | Jarno Trulli         | Toyota              | 38    | Motor         | 17     |     |
| Ods  | 18 | Tiago Monteiro       | Spyker MF1-Toyota   | 37    | Zavrten       | 18     |     |
| Ods  | 3  | Kimi Räikkönen       | McLaren-Mercedes    | 18    | Pedal za plin | 5      |     |
| DSQ* | 22 | Takuma Sato          | Super Aguri-Honda   | 55    | +1 krog       | 21     |     |